# Hydrophis stricticollis
Hydrophis stricticollis är en ormart som beskrevs av Günther 1864. Hydrophis stricticollis ingår i släktet Hydrophis och familjen giftsnokar och underfamiljen havsormar. Inga underarter finns listade i Catalogue of Life.
Denna orm förekommer i havet vid östra Indien, Sri Lanka och Myanmar. Den kan dyka till ett djup av 8 meter. Arten besöker även angränsande floder. Hydrophis stricticollis har fiskar som föda. Honor lägger inga ägg utan föder levande ungar. Ormens bett är giftigt.
Troligtvis dödas några exemplar som bifångst. Populationens storlek är inte känd. IUCN kategoriserar arten globalt som otillräckligt studerad.